# Sadegh Moharrami
Sadegh Moharrami Getgasari (tiếng Ba Tư: صادق محرمی; sinh ngày 1 tháng 3 năm 1996) là một cầu thủ bóng đá chuyên nghiệp người Iran hiện thi đấu ở vị trí hậu vệ cho câu lạc bộ Dinamo Zagreb tại Croatian First Football League và đội tuyển quốc gia Iran.